# São Francisco do Brejão
São Francisco do Brejão is een gemeente in de Braziliaanse deelstaat Maranhão. De gemeente telt 8.863 inwoners (schatting 2009).